# وایبروپلکس
وایبروپلکس (انگلیسی: Vibroplex) شرکت الکترونیک آمریکایی است، که در سال ۱۹۷۷ توسط هوراس جی. مارتین تأسیس شد.